# Sideskærm
Sideskærm (Berula erecta) er en flerårig plante i skærmplante-familien. Det er en sumpplante med blomster i dobbeltskærme, der tilsyneladende er sidestillede, det vil sige at skærmene sidder modsat bladene. Planten dufter af selleri, men er giftig. Sideskærm danner tætte bestande på grund af kraftig vegetativ formering ved hjælp af sine udløbere. Sideskærm er den eneste art i slægten Berula.

## Beskrivelse
Sideskærm er en 30-100 centimeter høj urt med trind, hul stængel, der er opret eller opstigende og forneden rodslående. Bladene er enkelt fjersnitdelt med æg-lancetformede, fligede afsnit. De hvide blomster sidder tilsyneladende i sidestillede skærme. De er i virkeligheden endestillede, men trænges til side af kraftigere sideskud, der fortsætter stænglens vækst. Storsvøbet består af 4-8 blade, der sædvanligvis er tredelte eller fligede, mens småsvøbet består 4-7 hele eller tredelte blade. Frugten er næsten kugleformet.

## Udbredelse
Arten er udbredt i Europa, Vest- og Centralasien samt Nordamerika.
I Danmark er Sideskærm almindelig langs vandløb og ved søbredder, i grøfter og kildevæld. Den blomstrer i juli og august.